# رامي حسنين
رامي محمد حسنين محمد (1975 - 29 أكتوبر 2016) ضابط مصري شغل منصب قائد الكتيبة 103 صاعقة إحدى وحدات الصاعقة التابعة للقوات المسلحة المصرية المتمركزة في محافظة شمال سيناء، من مواليد مدينة إيتاي البارود بمحافظة البحيرة، قُتل في انفجار عبوة ناسفة استهدفت المدرعة التي كان يستقلها أثناء قيامه بأعمال تمشيط بين حاجزي السدة والوحشي جنوب مدينة الشيخ زويد ضمن عملية حق الشهيد.

## حياته
تخرج رامي حسنين من الكلية الحربية في يوليو 1996، وانضم لسلاح المشاة، ثم التحق وحدات الصاعقة، وحصل على ماجستير العلوم العسكرية من كلية القادة والأركان، وتدرج في المناصب العسكرية حتى شغل منصب قائد الكتيبة 103 صاعقة سنة 2015، وذلك بعد عودته من العمل في قوات حفظ السلام المصرية في جمهورية الكونغو الديمقراطية. وهو متزوج ولديه طفلتين.

## وفاته
قُتل في انفجار عبوة ناسفة استهدفت المدرعة هامفي التي كان يستقلها أثناء قيامه بأعمال تمشيط بين حاجزي السدة والوحشي جنوب مدينة الشيخ زويد ضمن عملية حق الشهيد بمحافظة شمال سيناء، وشٌيع جثمانه في جنازة شعبية في مسقط رأسه بمدينة إيتاي البارود بحضور محافظ البحيرة، مدير الأمن، وعدد من قيادات المنطقة الشمالية العسكرية ووحدات الصاعقة ودُفن في مقابر أسرته بالمدينة.

## تكريمه
- جسَّد شخصيته الممثل أحمد صلاح حسني في مسلسل الاختيار، وظهر في ثلاثة حلقات.[6]
- أطلقت محافظة البحيرة اسمه على أحد مدارس، وأحد شوارع مدينة إيتاي البارود،[7] وأحد كباري المشاة،[8] كما أُطلق اسمه على أكبر مدرجات كلية التربية بجامعة دمنهور.

## وصلات خارجية
- لقطات من تشييع جثمان رامي حسنين من موقع يوتيوب
- لقطات من كلمة وزير الدفاع المصري عن رامي حسنين من موقع يوتيوب